# Ronski Speed
El DJ y productor alemán Ronski Speed, también conocido como Sun Decade, es el creador de algunos de los tracks y remixes más importantes del trance de los últimos años, tales como "E.O.S." e "Iris" como Ronski Speed, y como Sun Decade "I'm Alone" y "Follow You". Estos han sido algunos de los cortes que DJ's de la talla de Paul Van Dyk, Tiesto, Armin van Buuren, Paul Oakenfold y Ferry Corsten han tocado en sus sets e incorporado a sus compilaciones discográficas.

## Biografía
Su carrera inició oficialmente en 1997 cuando el sello Euphonic lo firma por su calidad como remixer. Para esta época algunos de sus remixes ya habían alcanzado a convertirse en clásicos, tales como el de “Outside” de Kyau vs Albert; esta fama como remezclador lo lleva más tarde a lanzar un remix para el hit mundial “Something” de Lasgo.
En complicidad con su compañero de estudio Rouge Mullar (también conocido como Sonorous), lanzan los sencillos “Second Sun” y “Protonic teniendo una excelente aceptación por parte de la crítica. Con este dúo, en el 2002 da forma a su proyecto Sun Decade, incluyendo las vocales de Devia Lea y su primer sencillo “I'm Alone” se convirtió en un hitazo en la escena trance europea.
A principios de 2003, Ronski Speed remezcla los tracks "1998" de Binary Finary, "Eye of Horus" de Aly & Fila y "Sunrise" de Goldenscan, los cuales no sólo definirían su estilo y sonido, sino que le traerían el reconocimiento mundial.
Para el 2004, Ronski presenta su primer DJ mix compilation "Positive ways 3" publicada por Euphonic records. En este año realiza nuevos remixes exitosos, uno del clásico track "By your Side" de Miro, y otro más de la explosiva "Burned with Desire" de Armin Van Buuren. Y por si fuera poco, entra al Top 100 de los mejores dj´s del mundo de la prestigiada revista DJmag.
Para este 2007 Ronski Speed lanza nuevos tracks en colaboración con Stoneface & terminal lanza el sencillo "Soulseeker" y en septiembre lanza lo que sería su primer sencillo con las vocales de Julie Scott vocalista del Grupo "Can of Be" llamado "Love All The Pain Away".

## Compilaciones
- 10 Years Euphonic Compilation (2007-tba euphonic GER)
- Monster Series Volume 1 Germany (2005-11-18 monster tunes UK / euphonic GER / world club music RU / finity FI)
- Loveparade México 2005 Compilation (2005-06 Sony MEX / RU)
- Positive Ways 3 - Compiled and mixed by Ronski Speed (2004-03 euphonic GER)

## Producciones
- Ronski Speed ft. Julie Scott - Love All The Pain Away (2007-09-27 euphonic GER)
- Ronski Speed with Stoneface & Terminal - Soulseeker (2007-07-26 euphonic GER)

Euphonic 10 Years Volume 1
- Ronski Speed vs. Oceanlab - E.O.S. / Satellite (Mash Up)
- Sun Decade - I'm Alone (Stoneface & Terminal Remix) (2006-11-30 euphonic GER)
- Ronski Speed - The Space We Are (Original, John O'Callaghan, Hydroid Remix) (2006-10-26 euphonic GER)
- Ronski Speed with Stoneface & Terminal - Incognition (Original, K-DE & Marc Van Linden Remix) (2006-05 monster tunes UK)
- Ronski Speed pres. Sun Decade - Have It All / Breath Of Life (2006-02-09 euphonic GER)
- Ronski Speed with Stoneface & Terminal - Incognition / Drowning Sunlight (2005-11-07 euphonic GER)
- Ronski Speed & Sebastian Sand - Sole Survivor (2005-08-04 euphonic GER)
- Ronski Speed - 2Day E.P. (2Day / I.C. / The Lights) (2005-03-31 euphonic GER)
- Mirco De Govia & Ronski Speed - Asarja - Mirco De Govia Mix/Ronski Speed Mix (2005-02 euphonic GER)
- Ronski Speed - E.O.S. (UK MIxes) - Re:Locate/MK-S/Perry O'Neil Remix/Club Mix (2004-10 atcr UK)
- Ronski Speed - E.O.S. - Club Mix/Positive Ways Mix/Perry O'Neil Remix (2004-05 euphonic GER)
- Ronski Speed pres. Sun Decade - Follow You - Original/Kyau vs. Albert/Mike Shiver Remix (2004-02 euphonic GER)
- Ronski Speed - Iris Original/John Askew Remix (2003 euphonic GER)
- Ronski Speed pres. Sun Decade - I’m Alone - Mirco de Govia Vocal & Dub Mix/Ronski Speed Vocal Mix (2003 atcr UK)
- Ronski Speed pres. Sun Decade - I’m Alone - Mirco de Govia Dub Mix/Ronski Speed Mix (2003 euphonic GER)
- Ronski Speed & Sonorous - Maracaido (Vanity E.P.2000 euphonic GER)

## Remixes
- Markus Schulz Vs Andy Moor - Daydream (Ronski Speed Remix)
- ATB ft. Heather Nova - Renegade (Ronski Speed Remix/Dub) (2007- tba Kontor GER)
- DT8 Project - Hold Me [Till The End] (Ronski Speed Remix) (2007- 31-03 Euphonic GER / Mondo UK)
- Juz Electric vs. DJ Katakis - African Beauty (Ronski Speed with Stoneface & Terminal Remix) (2007- 30-03 Follow Records GER)
- Carl B. - Social Suicide (Ronski Speed with Stoneface & Terminal Remix) (2006-08-02 Profuse/Somatic Sense HOL)
- Hidden Logic pres. Luminary - Wasting (Ronski Speed Remix) (2006-06 armada NL)
- Above & Beyond - Alone Tonight (Ronski Speed Vocal / Dub mix) (2006-03-09 euphonic/anjuna beats)
- Tatana ft. Joanna - If I Could (Ronski Speed Vocal / Dub Mix) (2006-01-31 S2 records CH)
- Solarscape - Alive (Ronski Speed with Stoneface & Terminal Remix) (2006-01-15 Profuse/Somatic Sense HOL)
- Mystery Islands - Solace (Ronski Speed Remix) (2005-04 monster force UK)
- Marksun & Brian - Gran Rey (Ronski Speed Remix) (2005-01 euphonic GER)
- Phoenixstar - The Example 60 (Ronski Speed Remix) (2004-12 surface recordings UK)
- Rusch & Murray - The Promise (Ronski Speed Remix) (2004-07 anjuna beats UK)
- Kyau vs. Albert - Not With You (Ronski Speed Mix) (2004-06 euphonic GER)
- Aly & Fila - Eye Of Horus (Ronski Speed Mix) (2004-06 galactive/fundamental HOL)
- Tatana ft. Jael - Always On My Mind (Ronski Speed Mix) (2004-04 sirup records CH)
- Armin van Buuren ft. Justine Suissa - Burned With Desire (Ronski Speed Mix) (2004-01 euphonic GER / Nebula UK)
- Miro - By Your Side (Ronski Speed Mix) (2003-12 euphonic GER)
- Digital Tension - Symphony Of Tomorrow (Ronski Speed Mix) (2003-12 Bostich Records GER)
- Binary Finary - 1998 (Ronski Speed Remix ) (2003 Positiva UK)
- Goldenscan - Sunrise (Ronski Speed Mix) (2003 euphonic GER)
- Aly & Fila - Eye Of Horus (Ronski Speed Mix) (2003 euphonic GER)
- Sonorous - Protonic (Ronski Speed Mix) (2002 euphonic GER)
- Sonorous - Glass Garden (Ronski Speed Mix) (2000 Planetary Consisnious GER, 2001 Nebula UK)
- Kyau vs. Albert - Outside (Ronski Speed Mix) (2001 Club Culture/WEA GER)
- Armin van Buuren ft. Mr Probz - Another You (Ronski Speed Remix) (2015 Armada)

## Coproducciones
- Shadowrider - Blue Horizon (Luke Terry / Kenidel López Remixes) (tba 2006 profound records UK)
- Kyau vs. Albert - Velvet Morning (Mirco de Govia Remix) (2003 WEA Club Culture, Anjunabeats) remix and additional production by Mirco de Govia, Ronski Speed and Rough Mullar
- Mirco de Govia - Final Emotion (Chronoscale, 2003 euphonic GER) produced by mirco de Govia, co-produced by Ronski Speed and Rough Mullar
- Mirco de Govia - Dive In The Ocean (Chronoscale, 2003 euphonic GER) written & produced by Mirco de Govia, Ronski Speed and Rough Mullar
- Sonorous - Second Sun (2002 euphonic GER, 2003 Lost Language UK) written by Rough Mullar and Ronski Speed
- Sonorous - Second Sun (Mirco de Govia Remix) (2002 euphonic GER) remix and additional production by Mirco de Govia, Rough Mullar and Ronski Speed
- Sun Decade - I’m Alone (Mirco de Govia Vocal Remix) (2002 euphonic GER, 2003 atcr UK) remix and additional production by Mirco de Govia, Rough Mullar and Ronski Speed
- Mirco de Govia - Things That Matter (2002 euphonic GER) produced by Mirco de Govia, Rough Mullar and Ronski Speed
- Ralphie B - Massive (Mirco de Govia Remix) (2002 Vandit GER) remix and additional production by Mirco de Govia, Rough Mullar and Ronski Speed
- Lasgo - Something (Mirco de Govia Remix) (2002 Positiva UK) remix and additional production by Mirco de Govia, Rough Mullar and Ronski Speed
- Mirco de Govia - Epic Monolith (2002 Xtravaganza UK) produced by Mirco de Govia, Rough Mullar and Ronski Speed
- Vivien G - Shine (2002 Neurodisc USA) written and produced by Ronski Speed and Rough Mullar
- Barefoot Brains - Remedy/Poison (2001 UCMG UK) written and produced by Ronski Speed and Rough Mullar
- Moebius AG - Do What I Want (Shandy Remix) (1999 Rouge Pulp GER) remix and additional production by Shandy, Rough Mullar and Ronski Speed
- Spacewalker - Baywatch (Ole & Sven’s Railway Remake) (1999 euphonic GER) remix and additional production by Rough Mullar and Ronski Speed
- Ole & Sven - U Got Love (We Come In Peace, 1998 euphonic GER) produced by Rough Mullar and Ronski Speed
- Kyau vs. Albert - Let Me In (Ole & Sven Remix) (1998 euphonic GER) remix and additional production by Rough Mullar and Ronski Speed

- Barefoot Brains - Azure Fazure (Positive Ways, 1999 euphonic GER) produced by Rough Mullar and Ronski Speed

Con Sonorous
- Sonorous - Facial... (Positive Ways, 1999 euphonic GER) produced by Rough Mullar and Ronski Speed
- Sonorous - Inspirational Daylight (1999 euphonic GER) produced by Rough Mullar and Ronski Speed
- Sonorous - Did You Ever Dream (Did You Ever Dream E.P., 1999 euphonic GER) produced by Rough Mullar and Ronski Speed
- Sonorous - Electronic Fruits (Did You Ever Dream E.P., 1999 euphonic GER) produced by Rough Mullar and Ronski Speed
- Sonorous - Glass Garden (Did You Ever Dream E.P., 1999 euphonic GER) produced by Rough Mullar and Ronski Speed
- Sonorous - Protonic (2003 euphonic GER) written by Rough Mullar and Ronski Speed
- Sonorous - Protonic (UK Mixes incl. Leama & Moor Remix) (2005-04-11 monster force records UK) written by Rough Mullar & Ronski Speed